# Белуджистан
28°53′00″ пн. ш. 64°25′00″ сх. д. / 28.883333° пн. ш. 64.416667° сх. д.
Белуджистан — історична область на північному узбережжі Індійського океану, розташована на межі регіонів Близький Схід та Індостан. Адміністративно поділений на провінції, що входять до складу сусідніх держав: Афганістану (Гільменд, Кандагар), Ірану (Сістан і Белуджистан) та Пакистану (однойменна провінція). Основна релігія: іслам (Ханафітський мазхаб).

## Географія
Лежить на південному сході Іранського плато. Територія є рідконаселеною пустелею. Довжина узбережжя Аравійського моря в межах історичного Белуджистану складає не менше 1.500 кілометрів. Площа етнічної території белуджів становить близько 500 000 км². Вона розділена між трьома державами — Пакистаном, Іраном та Афганістаном. Пакистанська частина об'єднана у провінцію Белуджистан, її площа становить 347 тис. км². Чисельність белуджів у всьому світі становить близько 10 млн чоловік. В Пакистані на території Белуджистану зосереджені великі запаси газу, вугілля, міді, хрому, свинцю й інших корисних копалин. Нині тут видобувається 2/3 пакистанського вугілля, 80 % хромітів, 85 % природного газу, що видобувається в країні.
В останні десятиліття на белудзьких і на сусідніх пуштунських територіях виробляється величезна кількість наркотиків, які різними шляхами доставляються до інших держав — передусім до Росії та країн Західної Європи. Тут сконцентрувались інтереси світової наркомафії, що володіє колосальними коштами й можливостями впливу на політику й ситуацію в регіоні.

## Історія
У XVII столітті спільними зусиллями брагуйських та белудзьких племен, у результаті боротьби проти Великих Моголів було утворено Келатське ханство. Цей історичний період мало вивчено й нині важко сказати, які племена саме відігравали головну роль у створенні цього ханства — белуджі чи брагуї. Тим не менше, період Келатського ханства розглядається як частина історії Белуджистану. Правителі Келату упродовж багатьох років боролись то з калхурами Сінда, то з гільзаями Афганістану, й кордони ханства безперервно змінювались. Самі ватажки завжди перебували під впливом то правителів Ірану (Надір-шаха, наприклад), то афганців Кандагара аж до часів правління Мір Насір Хана — найавторитетнішого глави Келату. Мір Насір Хан зміг зібрати разом усіх локальних сардарів під свою юрисдикцію і розширити територію ханства приблизно до кордонів сучасної пакистанської провінції Белуджистан.
З появою нідерландців, а потім і англійців у Перській затоці значення Келатського ханства і белудзьких територій почало поступово зростати. Англійці розглядали Белуджистан як плацдарм для експансії в напрямку Індії, Ірану, а також Афганістану. У 1839 було укладено угоду між британською місією й Келатом. Вона зобов'язувала белуджів гарантувати безпеку британських сил і транспортувань до афганського кордону в обмін на збереження суверенітету й кордонів белудзьких територрій. З цього часу Белуджистан почав поступово втрачати свій вплив у регіоні. Коли вплив Великої Британії поширився ще далі на захід, про свої життєві інтереси згадав й Іран. З метою їх захисту іранці почали інтенсивну працю в Белуджистані. За часів правління Насереддін-шаха й Реза-шаха велась активна боротьба за підкорення белудзьких племен центральному уряду Ірану.
Більша частина Белуджистану до 1947 року вважалась територією Британської імперії. Слід зазначити, що розділення белудзьких територій відбулось наприкінці XIX століття, коли між Іраном, Афганістаном та Великою Британією було укладено угоду про це. В результаті з'явились Іранський, чи Західний, Белуджистан і Британський (індо-пакистанський), чи Східний, Белуджистан. В основі всіх політичних процесів, у ході яких зникали або з'являлись белудзькі незалежні утворення, суверенні території тощо, лежать явища, безпосередньо пов'язані з племінною структурою цього народу та внутрішньо племінні відносини. Справа в тім, що белудзькі племена вже далеко не ендогамні одиниці, і замість родинних частіше за все їх об'єднують соціально-економічні і територіальні зв'язки. Прикладом цьому слугує той факт, що белудзькі племена у боротьбі проти англійців, іранців чи ж інших сторонніх мас надавали перевагу військовим союзам не зі своїми одноплемінниками, а з тими формуваннями, союз з якими на даному етапі найбільшою мірою відповідав їхнім інтересам. Келатське ханство, як зазначено вище, було результатом спільних зусиль брагуїв та белуджів, натомість белудзькі племена не входили до цього альянсу. Однак етнонім белудж об'єднує всі ці етнічні елементи, які на зорі формування белудзького народу, а також надалі злились із основним ядром цього етнічного утворення.
Після 1928, коли белудзькі племена були підкорені іранським урядом, белуджі підбурили кілька повстань, які через неорганізованість і зради деяких племен були жорстоко придушені. Яскравими постатями антишахських повстань були сардари племен баракзаїв та сардарзаїв. Вони потай підтримували зв'язки з іракським урядом. За деякими даними, за часів ірано-іракської війни іракський уряд витратив кілька десятків мільйонів доларів на провокування белудзького руху в Ірані. Зусилля Саддама Хусейна в цьому напрямку, однак, не призвели до будь-яких результатів: белуджі залишились лояльними до ісламської республіки.
За часів правління Пехлевійської династії було зроблено все, щоб не допустити національної консолідації белуджів. Нині в іранській провінції Сістан і Белуджистан компактно проживають близько одного мільйона белуджів, які поряд з іншими етнічними одиницями складають невід'ємну частину іранського народу та мають найбільш широкі можливості для інтеграції в культурно-економічне життя країни; зокрема, Захеданське державне радіо має програми також і белудзькою мовою. Економічно провінція Сістан і Белуджистан в цілому не дуже розвинена та основна частина населення займається скотарством і землеробством. Але в останні роки у цій провінції ведуться великі роботи з оновлення комунікаційних систем, створення промислових об'єктів тощо. Зокрема, планується будівництво залізниці Керман-Захедан-Чахбахар. Вона буде важливою ланкою у величезній залізничній мережі від Передньої Азії до Китаю та Індійського океану. Її будівництво безсумнівно підвищить стратегічне значення Белуджистану.
Белудзького питання як такого в Ірані не існує, незважаючи на активну роботу антиіранських сил із дестабілізації ситуації в районах, населених белуджами. Іранський уряд цілком контролює територію белуджів і не допускає виникнення небажаних явищ. Загалом, слід відзначити, що ісламський уряд, на відміну від шахського, веде більш цілеспрямовану й конструктивну національну політику. Він більше акцентує увагу на вирішенні економічних питань, що існують в національних провінціях, створенні соціальних інфраструктур, широкої освітньої мережі (в тому числі ВНЗ). Це призводить до залучення меншин до загальнонаціональних процесів, сприяє їхній інтеграції з іранським суспільством. При цьому відсутня тенденція штучної уніфікації етно-демографічної картини країни. Навпаки, проводиться значна робота з пропаганди локальних культур, підкреслюється їхня роль у формуванні загальноіранскої культури. Після утворення держави Пакистан у 1947 році Келат проголосив свою незалежність, але за рік під час перемовин засновнику Пакистану Мохаммаду Алі Джиннаху вдалось включити Белуджистан до складу своєї держави. Однак етнічне самоусвідомлення белуджів було на доволі високому рівні. У складі Пакистану у 1952-55 роках був створений Союз белудзьких провінцій. Як би там не було, виступи белуджів проти уряду Пакистану тривали й у 70-х роках; вони сягнули свого піку в 1974 році. Тоді у повстанні брали участь понад 55 тисяч белуджів, а число пакистанських військ, що воювали проти белуджів, сягало 77 тисяч. Навіть шах Ірану, будучи занепокоєним сепаратизмом белуджів, відрядив у Пакистан кілька вертольотів. Хоча повстання було придушено, після цього белудзькій мові було надано статус офіційної. Були створені навіть академії для дослідження мови й культури белуджів та брагуїв.
Ідеї націоналізму та сепаратистські тенденції яскравіше проявляються у Східному Белуджистані. Белудзькі громадсько-політичні організації за рубежем, зокрема на Заході, засновуються головним чином вихідцями з пакистанської частини. Сьогодні вони намагаються провокувати невдоволення на етнічному підґрунті також і в іранському Белуджистані. Ідея створення Великого Белуджистану посідає центральне місце у планах белудзьких націоналістів. Карта Великого Белуджистану охоплює величезні території, включаючи всі белуджомовні регіони. Західний його кордон сягає майже центральної частини Ірану, на сході взагалі не існує Пакистану. Східний кордон, підіймаючись вгору, включає південно-західну частину Афганістану й на півночі сягає Марийської області Туркменістану.
Белуджі в Афганістані (близько півмільйона чоловік) з'явились ще у XIV—XV століттях; нині вони компактно проживають в основному в провінціях Німруз та Гільменд на південному заході Афганістану. Кілька тисяч белуджів розселені й у інших місцях Афганістану, серед пуштунів, таджиків, хозарів, нуристанців та інших етнічних груп. Белуджі в Афганістані ніколи не мали значної уваги з боку уряду. Їхня національна активність виразилась тільки у зв'язку з Гільмендським проектом і проголошенням афганським урядом доктрини «Пуштуністану», відповідно до якої Келат — суто белудзькая територія — мав увійти під юрисдикцію афганського уряду. До введення радянських військ до Афганістану белуджі були тісно пов'язані зі своїми одноплемінниками в Ірані й Пакистані. Белуджі чинили запеклий спротив афганському уряду, у результаті чого багато з них були змушені переселитись в Іран та Пакистан. Примітним є той факт, що у 1978-79 роках белудзька мова поряд із узбецькою, туркменською та нуристанською була включена до списку офіційних мов Афганістану. До цього офіційними у цій країні були пушту й дарі. В Афганістані є також радіостанції, які ведуть мовлення белудзькою мовою.

## Населення
Етнічний склад: белуджі, брагуї й пуштуни. З меншин виділяються також джати, які проживають на півночі центральної частини провінції, та лассі, зосереджені на півдні. Племінному населенню гірських та прибережних районів Макрану властиві негроїдні риси, і деякі антропологи вважають, що це нащадки рабів-африканців.
Белуджі складають близько чверті усіх жителів провінції. Відомо понад десяток великих племен; їхні діалекти є близькими до фарсі. На сході проживають сім белудзьких племен (найбільші — маррі, рінди й бугті), на заході — дев'ять (найбільші за чисельністю — рінди й рахшані).
Скотарство залишається основою традиційного кочового господарства, але частина белуджів стала землеробами, служить солдатами, дрібними чиновниками та поліцейськими. Чоловіки здавна вважаються сміливими воїнами.
Приблизно чверть населення провінції складають брагуї. Їхня мова близька до дравідійських мов Південної Індії. Брагуї, подібно до белуджів, займаються передусім пасовищним скотарством, а також землеробством. У теплий сезон брагуї обробляють посіви, а взимку переміщуються на північ, де продають худобу та ремісничі вироби і наймаються сезонними працівниками. Багато брагуї осіли у зрошуваних сільськогосподарських районах Сінду й у Карачі.
Переважно на півночі Белуджистану проживають пуштуни (приблизно п'ята частина населення Белуджистану). Головні місцеві племена — какари, пані й таріни. Більшість жителів Макрану є неписемними, значну їхню частину складають рибалки, скотарі (розводять молочну худобу) та некваліфіковані працівники.
Белуджі зовсім не відмовились від ідеї створення власної незалежної держави. З белуджами Пакистану солідарні й белуджі Ірану й Афганістану, а також пуштуни, чисельність яких на території провінції Белуджистан становить понад 4 млн чоловік. У деяких районах провінції партизани продовжують свою діяльність і, трапляється, стають до бою навіть з регулярними військами. Напруженою залишається обстановка і в іранській частині Белуджистану, афганська ж частина белудзьких земель зовсім не контролюється афганською владою.